# Winchester, Missouri
Winchester är en ort i St. Louis County i Missouri. Vid 2020 års folkräkning hade Winchester 1 447 invånare.